# Dermochrosia
Dermochrosia is een monotypisch geslacht van spinnen uit de  familie van de Sparassidae (jachtkrabspinnen).

## Soort
- Dermochrosia maculatissima Mello-Leitão, 1940